# Joe Alexander
Joe Alexander (Kaohsiung, Taiwan, 26 de Dezembro de 1986) é um basquetebolista profissional estadunidense que atualmente joga pelo Hapoel Holon na Ligat HaAl. Alexander possui 2,03m e 100 Kg, joga na posição Ala-pivô Foi escolhido para a equipe ideal da Big East Conference na NCAA em 2008 jogando por Virginia Ocidental e recebeu menção honrosa na equipe ideal de toda a liga. Ele foi escolhido no Draft de 2008 na 8ª escolha pelo Milwaukee Bucks sendo assim o primeiro taiuanês de nascimento a jogar na NBA.

## Estatísticas na NBA

### Temporada regular
| Ano     | Equipe    | PJ | PT | MPP  | %TC  | %3P  | %TL  | RPP | APP | ROB | TPP | PPP |
| ------- | --------- | -- | -- | ---- | ---- | ---- | ---- | --- | --- | --- | --- | --- |
| 2008-09 | Milwaukee | 59 | 0  | 12.1 | .416 | .348 | .699 | 1.9 | .7  | .2  | .5  | 4.7 |
| 2009-10 | Chicago   | 8  | 0  | 3.6  | .167 | .000 | .667 | .6  | .3  | .1  | .1  | .5  |
| Total   | Total     | 67 | 0  | 11.1 | .410 | .340 | .698 | 1.8 | .7  | .2  | .4  | 4.2 |